# جاي ألن سانفورد
جاي ألن سانفورد (بالإنجليزية: Jay Allen Sanford)‏ (18 فبراير 1960، ميدلبورو في الولايات المتحدة)؛ روائي أمريكي.